# Benjamin Silliman, Jr.
Benjamin Silliman Jr. (New Haven, 4 dicembre 1816 – New Haven, 14 gennaio 1885) è stato un chimico statunitense. Pioniere dei metodi di cracking del petrolio, rese possibile l'attuale industria petrolchimica.

## Vita
Nato a New Haven nel 1816, Benjamin Silliman Jr. fu attratto dalla chimica sin da giovane, stimolato dal padre omonimo, professore di chimica all'Università Yale dal 1802 al 1853. Nel 1833 si iscrisse a Yale, e dopo la laurea nel 1837 proseguì gli studi nel laboratorio del padre. Nel 1840 diventò assistente nei dipartimenti di chimica, mineralogia e geologia; nel 1846 fu nominato professore. Quando nel 1853 il padre andò in pensione, Silliman diventò professore di chimica generale e applicata. Oltre agli impegni di insegnamento all'università, fece numerosi viaggi per ricerche minerarie e geologiche sia negli Stati Uniti che in Europa, incontrando molti scienziati famosi. Nel 1870 si ritirò dalla maggior parte degli impegni didattici, continuando a insegnare chimica per il resto della sua vita al solo dipartimento di medicina.

## Ricerche
L'attività scientifica di Silliman è descritta in numerosi articoli scientifici centrati principalmente su argomenti di mineralogia e geologia; in numero minore sono trattati anche altri argomenti disparati, tra i quali fotografia, fotometria, elettrochimica e chimica analitica. Il suo principale contributo allo sviluppo della chimica fu un rapporto scritto nel 1855 sulla possibilità di ottenere olio illuminante dal petrolio della Pennsylvania. In questo rapporto descrisse i primi metodi di cracking del petrolio, concludendo che il petrolio distillato bruciava fornendo più luce in modo più economico di qualsiasi altro combustibile allora sul mercato. Silliman notò anche che questo materiale era stabile in un ampio intervallo di temperatura e poteva altresì essere utilizzato come lubrificante.